# Easton (Norfolk)
Easton è un villaggio e parrocchia civile dell'Inghilterra, appartenente alla contea del Norfolk.